# Jonathan Lindström
Jonathan Lindström, född 26 juni 1962, är en svensk arkeolog, författare och illustratör. Han skriver främst faktaböcker för barn och vuxna om naturvetenskap, arkeologi och historia. Lindström medverkar i radioprogrammet Spanarna. Han är sedan 2010 ledamot av Svenska barnboksakademin och krönikör i Populär Astronomi. Sedan 2020 är Lindström chefredaktör för Populär arkeologi.

## Barnböcker
Allt från början (2003) handlar om evolutionen, särskilt människans. Allt om universum (2005) handlar om kosmologi. För den senare tilldelades han Carl von Linné-plaketten 2006. I andra böcker har Lindström skrivit och tecknat bland annat om hjärnan, den första månresan, döden, Stockholms historia och arkeologiska utgrävningar.  

## Vuxenböcker
I den uppmärksammade biografin Bronsåldersmordet (2009) kartlägger han med hjälp av modern teknik en forntida människas liv och ger samtidigt en inträngande bild av nordisk bronsålder. De dödas tempel (2011) skildrar utgrävningen och utforskningen av ett gravtempel från stenåldern, tidens levnadsvillkor och världsbilder. I Medvetandets gåta (2013) diskuterar Lindström i samtal med hjärnforskare själsbegreppets historia, hur medvetandet uppstår i hjärnan, upplevelsens natur samt den personliga identiteten. I boken lanseras också den konkreta medvetandemodellen (CMC), ett försök att något minska medvetandeproblemets gåtfullhet. Lindström visar också på möjliga praktiska konsekvenser av moderna flervärldsteorier för den personliga identiteten, vilka han själv har svårt att tro på och som bemötts med skepsis.

## Utbildning och vetenskapssyn
Efter grundutbildning i arkeologi och historia vid Stockholms universitet har Lindström genomfört delar av forskarutbildningen i arkeologi vid Linnéuniversitetet. Han ansluter sig till naturalismen, reduktionismen och ateismen. Han betonar vikten av att inte bara skildra färdiga vetenskapliga resultat, utan också vägen till dem och de kunskapsluckor som väntar på lösningar samt den ödmjukhet som bör känneteckna den vetenskapliga processen. "Vetenskapen är ständigt på väg, vilket betyder att spekulation och känsla fyller en lika viktig roll som förnuftig ingenjörskonst."
Lindström ifrågasätter kritisk teori, vilken han menar bromsar vetenskaplighet, kreativitet och förmågan att granska material.:42m15s Han menar att det inom akademin finns ett förakt för läsarnas kunskapsnivå.:47m26s

## Priser och utmärkelser
- Carl von Linné-plaketten 2006
- Årets folkbildare av Föreningen Vetenskap och Folkbildning 2007
- Societas Archaeologica Upsaliensis vetenskapliga pris 2012
- Hertig Karls pris 2013